# Convocazioni alla FIFA Futsal World Cup 2016
Quello che segue è l'elenco di giocatori per ogni nazione che competeranno alla FIFA Futsal World Cup 2016. Ogni nazione deve presentare una squadra composta da 14 giocatori. Un minimo di due portieri devono essere inclusi nella lista della squadra.

## Gruppo A

### Colombia
Allenatore:  Osmar Fonnegra
| N. | Pos. | Giocatore                    | Data nascita (età)          | Pres. | Squadra          |
| -- | ---- | ---------------------------- | --------------------------- | ----- | ---------------- |
| 1  | P    | Carlos Ñáñez                 | 15 dicembre 1984 (31 anni)  |       | Deportivo Lyon   |
| 2  | C    | Javier Ortiz                 | 09 gennaio 1989 (27 anni)   |       | Real Antioquia   |
| 3  | D    | Andrés Zúñiga                | 27 settembre 1992 (23 anni) |       | Alianza Tolima   |
| 4  | D    | Yeisson Fonnegra             | 19 aprile 1992 (24 anni)    |       | Águilas Doradas  |
| 5  | C    | Yefri Duque                  | 24 marzo 1992 (24 anni)     |       | Deportivo Meta   |
| 6  | D    | Miguel Andrés Sierra Cáceres | 13 aprile 1983 (33 anni)    |       | Caracas          |
| 7  | D    | Jhonatan Andrés Giraldo Toro | 21 marzo 1988 (28 anni)     |       | Real Bucaramanga |
| 8  | D    | Jorge Abril                  | 26 luglio 1987 (29 anni)    |       | Real Bucaramanga |
| 9  | C    | Yulián Díaz                  | 09 marzo 1995 (21 anni)     |       | Fundão           |
| 10 | C    | Angellot Caro                | 03 dicembre 1988 (27 anni)  |       | Real Bucaramanga |
| 11 | C    | Daniel Bolívar               | 02 novembre 1987 (28 anni)  |       | Real Antioquia   |
| 12 | P    | César Mejía                  | 26 settembre 1989 (26 anni) |       | Real Antioquia   |
| 13 | C    | Christian Otero              | 30 luglio 1991 (25 anni)    |       | Deportivo Lyon   |
| 14 | D    | Andrés Camilo Reyes Julio    | 24 novembre 1988 (27 anni)  |       | Saeta            |

### Portogallo
Allenatore:  Jorge Braz
| N. | Pos. | Giocatore                 | Data nascita (età)          | Pres. | Squadra        |
| -- | ---- | ------------------------- | --------------------------- | ----- | -------------- |
| 1  | P    | Bebé                      | 19 maggio 1983 (33 anni)    |       | Benfica        |
| 2  | D    | André Coelho              | 30 ottobre 1993 (22 anni)   |       | Braga          |
| 3  | C    | Bruno Coelho              | 01 agosto 1987 (29 anni)    |       | Benfica        |
| 4  | C    | Miguel Ângelo             | 02 febbraio 1994 (22 anni)  |       | Benfica        |
| 5  | D    | Fábio Cecílio             | 30 aprile 1993 (23 anni)    |       | Benfica        |
| 6  | C    | Pedro Cary                | 10 maggio 1984 (32 anni)    |       | Sporting       |
| 7  | A    | Fernando Cardinal         | 26 giugno 1985 (31 anni)    |       | ElPozo Murcia  |
| 8  | D    | Djô                       | 11 gennaio 1986 (30 anni)   |       | Sporting       |
| 9  | D    | João Matos                | 21 febbraio 1987 (29 anni)  |       | Sporting       |
| 10 | C    | Ricardinho                | 03 settembre 1985 (31 anni) |       | Inter Movistar |
| 11 | C    | Ré                        | 04 ottobre 1985 (30 anni)   |       | Benfica        |
| 12 | P    | Vítor Hugo                | 30 novembre 1982 (33 anni)  |       | Braga          |
| 13 | D    | Tiago Brito               | 22 luglio 1991 (25 anni)    |       | Braga          |
| 14 | P    | Cristiano Galvão Parreiro | 20 agosto 1979 (37 anni)    |       | Azeméis        |

### Panama
Allenatore:  Agustín Campuzano
| N. | Pos. | Giocatore         | Data nascita (età)          | Pres. | Squadra        |
| -- | ---- | ----------------- | --------------------------- | ----- | -------------- |
| 1  | P    | Daniel Atencio    | 14 novembre 1984 (31 anni)  |       | Perejil        |
| 2  | D    | Josué Brown       | 11 ottobre 1987 (28 anni)   |       | Svincolato     |
| 3  | D    | Óscar Hinks       | 20 settembre 1985 (30 anni) |       | San Miguelito  |
| 4  | D    | Jorge Pérez       | 26 giugno 1988 (28 anni)    |       | Perejil        |
| 5  | C    | Fernando Mena     | 08 agosto 1990 (26 anni)    |       | Santa Gema     |
| 6  | C    | Édgar Rivas       | 21 aprile 1989 (27 anni)    |       | Perejil        |
| 7  | C    | Claudio Goodridge | 02 gennaio 1990 (26 anni)   |       | San Martín     |
| 8  | A    | Carlos Pérez      | 29 agosto 1986 (30 anni)    |       | Perejil        |
| 9  | A    | Ángel Sánchez     | 04 luglio 1994 (22 anni)    |       | Costa del Este |
| 10 | C    | Michael De León   | 01 marzo 1989 (27 anni)     |       | Santa Gema     |
| 11 | A    | Abdiel Castrellón | 19 luglio 1991 (25 anni)    |       | Svincolato     |
| 12 | P    | Jaime Londoño     | 18 gennaio 1991 (25 anni)   |       | San Miguelito  |
| 13 | P    | José Victoria     | 14 settembre 1980 (35 anni) |       | Svincolato     |
| 14 | A    | Ariel Castillo    | 13 novembre 1989 (26 anni)  |       | Svincolato     |

### Uzbekistan
Allenatore:  Pulpis
| N. | Pos. | Giocatore             | Data nascita (età)          | Pres. | Squadra      |
| -- | ---- | --------------------- | --------------------------- | ----- | ------------ |
| 1  | P    | Rustam Umarov         | 26 maggio 1984 (32 anni)    |       | AGMK Olmaliq |
| 2  | A    | Dilshod Irsaliev      | 31 dicembre 1983 (32 anni)  |       | Ardus        |
| 3  | D    | Nodir Elibaev         | 02 ottobre 1982 (33 anni)   |       | Ardus        |
| 4  | D    | Shukhrat Tojiboev     | 18 febbraio 1981 (35 anni)  |       | AGMK Olmaliq |
| 5  | A    | Davron Choriev        | 01 gennaio 1993 (23 anni)   |       | Ardus        |
| 6  | C    | Mashrab Adilov        | 15 agosto 1994 (22 anni)    |       | Bunyodkor    |
| 7  | A    | Dilshod Rakhmatov     | 04 dicembre 1989 (26 anni)  |       | Ardus        |
| 8  | A    | Farkhod Abdumavlyanov | 12 novembre 1987 (28 anni)  |       | Ardus        |
| 9  | C    | Ilhomjon Hamroev      | 25 settembre 1997 (18 anni) |       | Ardus        |
| 10 | D    | Javlon Anorov         | 08 maggio 1984 (32 anni)    |       | AGMK Olmaliq |
| 11 | C    | Artur Yunusov         | 08 ottobre 1987 (28 anni)   |       | Ardus        |
| 12 | P    | Akmaljon Khazratkulov | 31 marzo 1990 (26 anni)     |       | Dustlik-AIN  |
| 13 | C    | Feruz Fakhriddinov    | 25 marzo 1991 (25 anni)     |       | Dustlik-AIN  |
| 14 | D    | Konstantin Sviridov   | 11 marzo 1988 (28 anni)     |       | AGMK Olmaliq |

## Gruppo B

### Russia
Allenatore:  Sergej Skorovič
| N. | Pos. | Giocatore             | Data nascita (età)          | Pres. | Squadra       |
| -- | ---- | --------------------- | --------------------------- | ----- | ------------- |
| 1  | P    | Georgij Zamtaradze    | 12 febbraio 1987 (29 anni)  |       | Dinamo Mosca  |
| 2  | D    | Vladislav Šajachmetov | 25 agosto 1981 (35 anni)    |       | Yugra Jugorsk |
| 3  | P    | Sergej Vikulov        | 25 marzo 1990 (26 anni)     |       | Sinara        |
| 4  | A    | Dmitrij Lyskov        | 24 settembre 1987 (28 anni) |       | Yugra Jugorsk |
| 5  | D    | Rômulo Alves Nobre    | 28 settembre 1986 (29 anni) |       | Barcelona     |
| 6  | D    | Ivan Čiškala          | 11 luglio 1995 (21 anni)    |       | Yugra Jugorsk |
| 7  | A    | Ivan Milovanov        | 08 febbraio 1989 (27 anni)  |       | Tyumen        |
| 8  | A    | Éder Lima             | 29 giugno 1984 (32 anni)    |       | Yugra Jugorsk |
| 9  | A    | Sergej Abramov        | 09 settembre 1990 (26 anni) |       | Dina Mosca    |
| 10 | A    | Robinho               | 28 gennaio 1983 (33 anni)   |       | Dinamo Mosca  |
| 11 | A    | Artëm Nijazov         | 30 luglio 1996 (20 anni)    |       | Dina Mosca    |
| 12 | P    | Gustavo Lobo Paradeda | 05 febbraio 1979 (37 anni)  |       | Dinamo Mosca  |
| 13 | D    | Sergej Abramovič      | 15 gennaio 1990 (26 anni)   |       | Tyumen        |
| 14 | D    | Daniil Davydov        | 23 gennaio 1989 (27 anni)   |       | Yugra Jugorsk |

### Egitto
Allenatore:  Hesham Saleh
| N. | Pos. | Giocatore                       | Data nascita (età)          | Pres. | Squadra          |
| -- | ---- | ------------------------------- | --------------------------- | ----- | ---------------- |
| 1  | P    | Gamal Abdelnaser                | 20 gennaio 1993 (23 anni)   |       | El-Alamein       |
| 2  | P    | Mohamed Abdellatif              | 05 febbraio 1995 (21 anni)  |       | Misr Lel-Makkasa |
| 3  | A    | Abdelrahman Elashwal            | 25 dicembre 1993 (22 anni)  |       | Misr Lel-Makkasa |
| 4  | A    | Ahmed Homos                     | 02 maggio 1993 (23 anni)    |       | Misr Lel-Makkasa |
| 5  | D    | Essam Alla                      | 01 settembre 1994 (22 anni) |       | El-Bank El-Ahly  |
| 6  | D    | Mostafa Nader                   | 14 ottobre 1984 (31 anni)   |       | Zamalek          |
| 7  | D    | Ibrahim Eika                    | 17 ottobre 1987 (28 anni)   |       | Misr Lel-Makkasa |
| 8  | D    | Elmoatazzbellah Samy Abdelhalim | 15 ottobre 1985 (30 anni)   |       | Misr Lel-Makkasa |
| 9  | D    | Mohamed Mido                    | 30 settembre 1984 (31 anni) |       | El-Shams         |
| 10 | A    | Ahmed Moza                      | 18 ottobre 1988 (27 anni)   |       | Misr Lel-Makkasa |
| 11 | D    | Said Bedir                      | 31 luglio 1991 (25 anni)    |       | El-Olympi        |
| 12 | A    | Mostafa Eid                     | 17 agosto 1992 (24 anni)    |       | Misr Lel-Makkasa |
| 13 | A    | Salah Hosny                     | 06 agosto 1990 (26 anni)    |       | El-Shorta        |
| 14 | A    | Saber Sayed                     | 02 aprile 1989 (27 anni)    |       | Misr Lel-Makkasa |

### Thailandia
Allenatore:  Miguel Rodrigo
| N. | Pos. | Giocatore                 | Data nascita (età)         | Pres. | Squadra             |
| -- | ---- | ------------------------- | -------------------------- | ----- | ------------------- |
| 1  | P    | Kanison Phoopan           | 11 novembre 1991 (24 anni) |       | Port                |
| 2  | P    | Chaleamsri Puangsri       | 18 aprile 1989 (27 anni)   |       | Surat Thani         |
| 3  | D    | Natthapon Suttiroj        | 27 gennaio 1983 (33 anni)  |       | Chonburi            |
| 4  | D    | Pornmongkol Srisubseang   | 15 maggio 1991 (25 anni)   |       | Port                |
| 5  | D    | Lertchai Issarasuwipakorn | 02 novembre 1982 (33 anni) |       | Chonburi            |
| 6  | D    | Jirawat Sornwichian       | 25 ottobre 1988 (27 anni)  |       | Chonburi            |
| 7  | C    | Kritsada Wongkaeo         | 29 aprile 1988 (28 anni)   |       | Chonburi            |
| 8  | A    | Jetsada Chudech           | 20 febbraio 1989 (27 anni) |       | Rajnavy             |
| 9  | A    | Suphawut Thueanklang      | 14 luglio 1989 (27 anni)   |       | Chonburi            |
| 10 | C    | Nattawut Madyalan         | 12 aprile 1990 (26 anni)   |       | Chonburi            |
| 11 | C    | Apiwat Chaemcharoen       | 31 marzo 1991 (25 anni)    |       | Chonburi            |
| 12 | P    | Katawut Hankampa          | 27 maggio 1992 (24 anni)   |       | Chonburi            |
| 13 | C    | Tairong Petchtiam         | 01 luglio 1993 (23 anni)   |       | Bangkok City        |
| 14 | C    | Wiwat Thaijaroen          | 31 dicembre 1990 (25 anni) |       | Highways Department |

### Cuba
Allenatore:  Clemente Reinoso
| N. | Pos. | Giocatore         | Data nascita (età)         | Pres. | Squadra             |
| -- | ---- | ----------------- | -------------------------- | ----- | ------------------- |
| 1  | P    | Nelson Johnston   | 25 febbraio 1990 (26 anni) |       | Santiago de Cuba    |
| 2  | C    | Alejandro Marrero | 27 febbraio 1990 (26 anni) |       | Granma              |
| 3  | D    | Daniel Hernández  | 11 giugno 1986 (30 anni)   |       | Cienfuegos          |
| 4  | D    | Reinier Socarras  | 26 marzo 1991 (25 anni)    |       | Ciudad de La Habana |
| 5  | D    | Ronald Egozcue    | 18 marzo 1980 (36 anni)    |       | Ciudad de La Habana |
| 6  | C    | Karel Marino      | 22 febbraio 1985 (31 anni) |       | Holguín             |
| 7  | C    | Luis Portal       | 19 gennaio 1992 (24 anni)  |       | Ciudad de La Habana |
| 8  | C    | Andy Baquero      | 17 agosto 1994 (22 anni)   |       | Ciudad de La Habana |
| 9  | C    | Sandy Domínguez   | 16 giugno 1987 (29 anni)   |       | Ciudad de La Habana |
| 10 | C    | Jhonnet Martínez  | 03 luglio 1982 (34 anni)   |       | Ciudad de La Habana |
| 11 | C    | Reynier Fiallo    | 19 luglio 1987 (29 anni)   |       | Ciudad de La Habana |
| 12 | P    | Brenieht Suárez   | 17 luglio 1984 (32 anni)   |       | Ciudad de La Habana |
| 13 | C    | Diego Ramírez     | 03 novembre 1998 (17 anni) |       | Ciudad de La Habana |
| 14 | C    | Ricardo Castillo  | 06 agosto 1987 (29 anni)   |       | Granma              |

## Gruppo C

### Italia
Allenatore:  Roberto Menichelli
| N. | Pos. | Giocatore            | Data nascita (età)          | Pres. | Squadra             |
| -- | ---- | -------------------- | --------------------------- | ----- | ------------------- |
| 1  | P    | Stefano Mammarella   | 02 febbraio 1984 (32 anni)  |       | Acqua e Sapone      |
| 2  | D    | Marco Ercolessi      | 15 maggio 1986 (30 anni)    |       | Pescara             |
| 3  | C    | Gabriel Lima         | 19 agosto 1987 (29 anni)    |       | ElPozo Murcia       |
| 4  | C    | Sergio Romano        | 28 settembre 1987 (28 anni) |       | Asti                |
| 5  | D    | Luca Leggiero        | 11 novembre 1984 (31 anni)  |       | Pescara             |
| 6  | C    | Humberto Honorio     | 21 luglio 1983 (33 anni)    |       | Luparense           |
| 7  | C    | Paolo Cesaroni       | 10 aprile 1991 (25 anni)    |       | Acqua e Sapone      |
| 8  | A    | Kaká                 | 27 maggio 1987 (29 anni)    |       | Kaos                |
| 9  | A    | Rodolfo Fortino      | 30 aprile 1983 (33 anni)    |       | Sporting CP         |
| 10 | C    | Alex Merlim          | 15 luglio 1986 (30 anni)    |       | Sporting CP         |
| 11 | C    | Murilo Ferreira      | 10 marzo 1989 (27 anni)     |       | Acqua e Sapone      |
| 12 | P    | Michele Miarelli     | 29 aprile 1984 (32 anni)    |       | Luparense           |
| 13 | D    | Daniel Giasson       | 24 agosto 1987 (29 anni)    |       | Luparense           |
| 14 | P    | Francesco Molitierno | 14 ottobre 1989 (26 anni)   |       | Carlisport Cogianco |

### Paraguay
Allenatore:  Carlos Chilavert
| N. | Pos. | Giocatore           | Data nascita (età)          | Pres. | Squadra       |
| -- | ---- | ------------------- | --------------------------- | ----- | ------------- |
| 1  | P    | Carlos Espínola     | 06 aprile 1981 (35 anni)    |       | AFEMEC        |
| 2  | A    | Enmanuel Ayala      | 03 dicembre 1985 (30 anni)  |       | Cerro Porteño |
| 3  | C    | Juan Pedrozo        | 30 marzo 1992 (24 anni)     |       | AFEMEC        |
| 4  | D    | Gabriel Ayala       | 03 dicembre 1985 (30 anni)  |       | Cerro Porteño |
| 5  | D    | José Luis Santander | 10 aprile 1981 (35 anni)    |       | AFEMEC        |
| 6  | A    | Richard Rejala      | 05 febbraio 1994 (22 anni)  |       | Cerro Porteño |
| 7  | C    | Javier Adolfo Salas | 22 settembre 1993 (22 anni) |       | Pescara       |
| 8  | C    | Juan Morel          | 19 febbraio 1994 (22 anni)  |       | Cerro Porteño |
| 9  | C    | Hugo Martínez       | 12 gennaio 1993 (23 anni)   |       | Cerro Porteño |
| 10 | A    | Juan Adrián Salas   | 20 ottobre 1990 (25 anni)   |       | Lazio         |
| 11 | A    | Francisco Martínez  | 12 gennaio 1993 (23 anni)   |       | Cerro Porteño |
| 12 | P    | Gabriel Giménez     | 29 maggio 1984 (32 anni)    |       | Cerro Porteño |
| 13 | A    | Enrique Franco      | 08 giugno 1996 (20 anni)    |       | AFEMEC        |
| 14 | C    | René Villalba       | 08 luglio 1981 (35 anni)    |       | Cerro Porteño |

### Guatemala
Allenatore:  Tomás De Dios
| N. | Pos. | Giocatore       | Data nascita (età)         | Pres. | Squadra       |
| -- | ---- | --------------- | -------------------------- | ----- | ------------- |
| 1  | P    | Carlos Mérida   | 27 marzo 1978 (38 anni)    |       | Farmacéuticos |
| 2  | A    | Román Alvarado  | 02 dicembre 1997 (18 anni) |       | Kinesiotape   |
| 3  | A    | Wanderley Ruíz  | 09 agosto 1995 (21 anni)   |       | Legendarios   |
| 4  | D    | José González   | 10 dicembre 1986 (29 anni) |       | Glucosoral    |
| 5  | C    | Édgar Santizo   | 02 febbraio 1987 (29 anni) |       | Glucosoral    |
| 6  | C    | Dean Humes      | 12 agosto 1991 (25 anni)   |       | Farmacéuticos |
| 7  | A    | José Mansilla   | 19 novembre 1988 (27 anni) |       | Glucosoral    |
| 8  | A    | Patrick Ruíz    | 10 gennaio 1993 (23 anni)  |       | Legendarios   |
| 9  | A    | Walter Enríquez | 13 marzo 1988 (28 anni)    |       | Farmacéuticos |
| 10 | D    | Marvin Sandoval | 22 marzo 1989 (27 anni)    |       | Glucosoral    |
| 11 | C    | Alan Aguilar    | 02 dicembre 1989 (26 anni) |       | Glucosoral    |
| 12 | P    | William Ramírez | 02 febbraio 1980 (36 anni) |       | Glucosoral    |
| 13 | D    | Miguel Santizo  | 17 maggio 1985 (31 anni)   |       | Glucosoral    |
| 14 | C    | Jonatan Arévalo | 24 febbraio 1993 (23 anni) |       | Legendarios   |

### Vietnam
Allenatore:  Bruno García
| N. | Pos. | Giocatore        | Data nascita (età)         | Pres. | Squadra         |
| -- | ---- | ---------------- | -------------------------- | ----- | --------------- |
| 1  | P    | Ngô Đình Thuận   | 05 luglio 1987 (29 anni)   |       | Thái Sơn Nam    |
| 2  | P    | Nguyễn Văn Huy   | 13 agosto 1989 (27 anni)   |       | Thái Sơn Bắc    |
| 3  | C    | Lê Quốc Nam      | 14 novembre 1993 (22 anni) |       | Thái Sơn Nam    |
| 4  | C    | Vũ Xuân Du       | 12 novembre 1991 (24 anni) |       | Thái Sơn Nam    |
| 5  | C    | Ngô Ngọc Sơn     | 24 marzo 1995 (21 anni)    |       | Thái Sơn Nam    |
| 6  | A    | Trần Long Vũ     | 25 agosto 1988 (28 anni)   |       | Thái Sơn Nam    |
| 7  | A    | Phùng Trọng Luân | 20 ottobre 1985 (30 anni)  |       | Thái Sơn Nam    |
| 8  | A    | Nguyễn Minh Trí  | 08 aprile 1996 (20 anni)   |       | Thái Sơn Nam    |
| 9  | C    | Trần Thái Huy    | 12 ottobre 1995 (20 anni)  |       | Thái Sơn Nam    |
| 10 | C    | Nguyễn Bảo Quân  | 19 agosto 1983 (33 anni)   |       | Thái Sơn Nam    |
| 11 | D    | Trần Văn Vũ      | 30 maggio 1990 (26 anni)   |       | Thái Sơn Nam    |
| 12 | D    | Phạm Đức Hòa     | 12 aprile 1991 (25 anni)   |       | Hải Phương Nam  |
| 13 | D    | Danh Phát        | 24 febbraio 1993 (23 anni) |       | Thái Sơn Nam    |
| 14 | D    | Mai Thành Đạt    | 05 aprile 1987 (29 anni)   |       | Sanna Khánh Hòa |

## Gruppo D

### Brasile
Allenatore:  Serginho Schiochet
| N. | Pos. | Giocatore       | Data nascita (età)          | Pres. | Squadra          |
| -- | ---- | --------------- | --------------------------- | ----- | ---------------- |
| 1  | P    | Guitta          | 11 giugno 1987 (29 anni)    |       | Corinthians      |
| 2  | P    | Tiago           | 09 marzo 1981 (35 anni)     |       | BF Magnus        |
| 3  | P    | Gian            | 14 febbraio 1985 (31 anni)  |       | Intelli          |
| 4  | C    | Ari Santos      | 06 marzo 1982 (34 anni)     |       | Dinamo Mosca     |
| 5  | C    | Dyego Zuffo     | 05 agosto 1989 (27 anni)    |       | Barcellona       |
| 6  | C    | Jackson Samurai | 26 settembre 1989 (26 anni) |       | Intelli          |
| 7  | D    | Rafael Rato     | 16 giugno 1983 (33 anni)    |       | Inter            |
| 8  | C    | Xuxa            | 16 aprile 1986 (30 anni)    |       | Joinville        |
| 9  | A    | Jé              | 05 novembre 1983 (32 anni)  |       | Qairat           |
| 10 | C    | Fernandinho     | 01 luglio 1983 (33 anni)    |       | Dinamo Mosca     |
| 11 | C    | Bateria         | 16 dicembre 1990 (25 anni)  |       | Barcellona       |
| 12 | C    | Falcão          | 08 giugno 1977 (39 anni)    |       | BF Magnus        |
| 13 | A    | Dieguinho       | 22 giugno 1989 (27 anni)    |       | Sporting Lisbona |
| 14 | D    | Rodrigo         | 07 giugno 1984 (32 anni)    |       | BF Magnus        |

### Ucraina
Allenatore:  Oleksandr Kosenko
| N. | Pos. | Giocatore            | Data nascita (età)          | Pres. | Squadra           |
| -- | ---- | -------------------- | --------------------------- | ----- | ----------------- |
| 1  | P    | Jevhen Ivanjak       | 28 settembre 1982 (33 anni) |       | Dina Mosca        |
| 2  | D    | Mykola Hrycyna       | 03 giugno 1989 (27 anni)    |       | Enerhija Leopoli  |
| 3  | D    | Ihor Borsuk          | 06 aprile 1983 (33 anni)    |       | HIT Kiev          |
| 4  | A    | Petro Šoturma        | 27 giugno 1992 (24 anni)    |       | Uragan            |
| 5  | D    | Mykola Bilocerkivec' | 05 dicembre 1986 (29 anni)  |       | Lokomotyv Charkiv |
| 6  | D    | Jevhenij Valenko     | 01 novembre 1984 (31 anni)  |       | Ekonomac          |
| 7  | A    | Serhij Žurba         | 14 marzo 1987 (29 anni)     |       | Lokomotyv Charkiv |
| 8  | D    | Sergiy Koval         | 23 agosto 1986 (30 anni)    |       | Uragan            |
| 9  | D    | Mykhailo Grytsyna    | 19 ottobre 1991 (24 anni)   |       | Enerhija Leopoli  |
| 10 | A    | Dmytro Sorokin       | 14 luglio 1988 (28 anni)    |       | Lokomotyv Charkiv |
| 11 | A    | Denys Ovsyannikov    | 10 dicembre 1984 (31 anni)  |       | Lokomotyv Charkiv |
| 12 | P    | Dmytro Lytvynenko    | 16 aprile 1987 (29 anni)    |       | Lokomotyv Charkiv |
| 13 | A    | Oleksandr Sorokin    | 13 agosto 1987 (29 anni)    |       | Lokomotyv Charkiv |
| 14 | D    | Dmytro Bondar        | 12 ottobre 1983 (32 anni)   |       | Lokomotyv Charkiv |

### Australia
Allenatore:  Robert Varela
| N. | Pos. | Giocatore               | Data nascita (età)         | Pres. | Squadra          |
| -- | ---- | ----------------------- | -------------------------- | ----- | ---------------- |
| 1  | P    | Angelo Konstantinou     | 08 novembre 1978 (37 anni) |       | Inner West Magic |
| 2  | D    | Adam Cooper             | 18 aprile 1992 (24 anni)   |       | Vic Vipers       |
| 3  | C    | Jarrod Basger           | 09 febbraio 1991 (25 anni) |       | Baku United      |
| 4  | D    | Gregory Giovenali       | 14 agosto 1987 (29 anni)   |       | Dural Warriors   |
| 5  | A    | Blake Rosier            | 08 gennaio 1992 (24 anni)  |       | Dural Warriors   |
| 6  | A    | Wade Giovenali          | 15 agosto 1994 (22 anni)   |       | Dural Warriors   |
| 7  | D    | Tobias Seeto            | 26 marzo 1988 (28 anni)    |       | Baku United      |
| 8  | C    | Jonathan Barrientos     | 02 aprile 1988 (28 anni)   |       | Vic Vipers       |
| 9  | D    | Chris Zeballos          | 16 giugno 1986 (30 anni)   |       | East Coast Heat  |
| 10 | C    | Daniel Fogarty          | 10 gennaio 1991 (25 anni)  |       | Inner West Magic |
| 11 | C    | Dean Lockhart           | 30 aprile 1987 (29 anni)   |       | Inner West Magic |
| 12 | P    | Roberto Maiorana        | 06 dicembre 1989 (26 anni) |       | Inner West Magic |
| 13 | A    | Shervin Keshavarz Adeli | 04 maggio 1992 (24 anni)   |       | East Coast Heat  |
| 14 | P    | Peter Spathis           | 09 aprile 1981 (35 anni)   |       | East Coast Heat  |

### Mozambico
Allenatore:  Naymo Abdul
| N. | Pos. | Giocatore                        | Data nascita (età)         | Pres. | Squadra                 |
| -- | ---- | -------------------------------- | -------------------------- | ----- | ----------------------- |
| 1  | P    | Carlton Martinho                 | 31 dicembre 1990 (25 anni) |       | Liga Chimoio            |
| 2  | C    | Amin Cláudio Basílio Dale        | 14 novembre 1993 (22 anni) |       | GDI Maputo              |
| 3  | A    | Carlão Sampaio                   | 21 novembre 1984 (31 anni) |       | Petromoc Maputo         |
| 4  | C    | Edson Augusto Harris Lamarques   | 04 luglio 1990 (26 anni)   |       | Liga Chimoio            |
| 5  | C    | Flávio Boavida Chaúque           | 14 gennaio 1987 (29 anni)  |       | Petromoc Maputo         |
| 6  | C    | David Chadreque Estevão Mondjane | 19 marzo 1984 (32 anni)    |       | GDI Maputo              |
| 7  | A    | Mário Jone Júnior                | 25 febbraio 1994 (22 anni) |       | LD Maputo               |
| 8  | A    | Edson Andrade Ferreira           | 01 giugno 1989 (27 anni)   |       | Petromoc Maputo         |
| 9  | D    | José da Silva Uetimane           | 25 aprile 1995 (21 anni)   |       | GDI Maputo              |
| 10 | D    | Ziraldo Joca António Daniel      | 09 agosto 1993 (23 anni)   |       | Petromoc Maputo         |
| 11 | C    | Délcio Daniel Horácio Zandamela  | 17 maggio 1996 (20 anni)   |       | Estrela Vermelha Maputo |
| 12 | P    | Nelson João Luís Luvala          | 14 aprile 1985 (31 anni)   |       | GDI Maputo              |
| 13 | A    | Ricardo Lénio Mendes Muendane    | 01 ottobre 1980 (35 anni)  |       | GDI Maputo              |
| 14 | A    | Ricardinho                       | 15 ottobre 1993 (22 anni)  |       | Belenenses              |

## Gruppo E

### Argentina
Allenatore:  Diego Giustozzi
| N. | Pos. | Giocatore            | Data nascita (età)          | Pres. | Squadra        |
| -- | ---- | -------------------- | --------------------------- | ----- | -------------- |
| 1  | P    | Nicolás Sarmiento    | 03 dicembre 1992 (23 anni)  |       | Palma          |
| 2  | D    | Damián Stazzone      | 31 gennaio 1986 (30 anni)   |       | San Lorenzo    |
| 3  | C    | Alamiro Vaporaki     | 01 dicembre 1983 (32 anni)  |       | Boca Juniors   |
| 4  | D    | Gerardo Battistoni   | 21 aprile 1983 (33 anni)    |       | Latina         |
| 5  | A    | Maximiliano Rescia   | 29 ottobre 1987 (28 anni)   |       | Santa Coloma   |
| 6  | A    | Fernando Wilhelm     | 05 aprile 1982 (34 anni)    |       | Benfica        |
| 7  | A    | Leandro Cuzzolino    | 21 maggio 1987 (29 anni)    |       | Pescara        |
| 8  | A    | Santiago Basile      | 25 luglio 1988 (28 anni)    |       | Kimberley      |
| 9  | C    | Cristian Borruto     | 07 maggio 1987 (29 anni)    |       | Pescara        |
| 10 | A    | Constantino Vaporaki | 06 gennaio 1990 (26 anni)   |       | Boca Juniors   |
| 11 | A    | Alan Brandi          | 24 novembre 1987 (28 anni)  |       | Acqua e Sapone |
| 12 | P    | Matías Quevedo       | 11 marzo 1984 (32 anni)     |       | Ferro          |
| 13 | P    | Guido Mosenson       | 07 marzo 1989 (27 anni)     |       | Hebraica       |
| 14 | C    | Pablo Taborda        | 03 settembre 1986 (30 anni) |       | Luparense      |

### Costa Rica
Allenatore:  Diego Solís
| N. | Pos. | Giocatore           | Data nascita (età)         | Pres. | Squadra        |
| -- | ---- | ------------------- | -------------------------- | ----- | -------------- |
| 1  | P    | Álvaro Santamaría   | 01 aprile 1988 (28 anni)   |       | Grupo Line     |
| 2  | A    | Gilberth Garro      | 26 novembre 1990 (25 anni) |       | AD Borussia    |
| 3  | A    | Carlos Chaves       | 03 gennaio 1980 (36 anni)  |       | Barrio Peralta |
| 4  | C    | Isaías Mora         | 27 novembre 1989 (26 anni) |       | Hatillo        |
| 5  | D    | Adonay Vindas       | 25 ottobre 1985 (30 anni)  |       | AD Borussia    |
| 6  | D    | Víctor Fonseca      | 16 novembre 1992 (23 anni) |       | Goicoechea     |
| 7  | A    | Alejandro Paniagua  | 20 maggio 1986 (30 anni)   |       | Barrio Peralta |
| 8  | C    | Juan Alonso Cordero | 29 maggio 1988 (28 anni)   |       | AD Borussia    |
| 9  | C    | Marco Carvajal      | 02 dicembre 1981 (34 anni) |       | Goicoechea     |
| 10 | D    | Edwin Cubillo       | 23 agosto 1987 (29 anni)   |       | AD Borussia    |
| 11 | C    | Yariel Sandi        | 23 ottobre 1992 (23 anni)  |       | Grupo Line     |
| 12 | C    | Diego Zúñiga        | 11 luglio 1990 (26 anni)   |       | Grupo Line     |
| 13 | C    | Erick Brenes        | 16 dicembre 1989 (26 anni) |       | Paraíso        |
| 14 | P    | Jairo Toruno        | 22 novembre 1983 (32 anni) |       | T Shirt Mundo  |

### Isole Salomone
Allenatore:  Juliano Schmeling
| N. | Pos. | Giocatore        | Data nascita (età)          | Pres. | Squadra          |
| -- | ---- | ---------------- | --------------------------- | ----- | ---------------- |
| 1  | P    | Phillip Mango    | 28 agosto 1995 (21 anni)    |       | Marist Fire      |
| 2  | P    | Paul Huia        | 01 marzo 1983 (33 anni)     |       | Marist Fire      |
| 3  | C    | Elliot Ragomo    | 28 maggio 1990 (26 anni)    |       | Marist Fire      |
| 4  | A    | George Stevenson | 07 gennaio 1992 (24 anni)   |       | Marist Fire      |
| 5  | C    | Francis Lafai    | 21 ottobre 1990 (25 anni)   |       | Marist Fire      |
| 6  | C    | Robert Laua      | 08 settembre 1991 (25 anni) |       | Marist Fire      |
| 7  | D    | James Egeta      | 10 agosto 1990 (26 anni)    |       | South Brisbane   |
| 8  | C    | Jeffery Bule     | 15 novembre 1991 (24 anni)  |       | Marist Fire      |
| 9  | C    | Micah Leaalafa   | 01 giugno 1991 (25 anni)    |       | Auckland City    |
| 10 | D    | Samuel Osifelo   | 15 marzo 1991 (25 anni)     |       | Kossa            |
| 11 | A    | Coleman Makau    | 25 novembre 1992 (23 anni)  |       | Kossa            |
| 12 | C    | Jack Wetney      | 04 marzo 1990 (26 anni)     |       | Solomon Warriors |
| 13 | A    | Mathias Saru     | 05 febbraio 1991 (25 anni)  |       | Marist Fire      |
| 14 | D    | Alvin Hou        | 18 settembre 1996 (19 anni) |       | Marist Fire      |

### Kazakistan
Allenatore:  Cacau
| N. | Pos. | Giocatore               | Data nascita (età)         | Pres. | Squadra       |
| -- | ---- | ----------------------- | -------------------------- | ----- | ------------- |
| 1  | P    | Alexandr Gurov          | 02 agosto 1994 (22 anni)   |       | Qairat Almaty |
| 2  | P    | Higuita                 | 06 giugno 1986 (30 anni)   |       | Qairat Almaty |
| 3  | A    | Arnold Knaub            | 16 gennaio 1995 (21 anni)  |       | Tulpar        |
| 4  | D    | Dauren Nurgožin         | 21 maggio 1990 (26 anni)   |       | Qairat Almaty |
| 5  | A    | Aleksandr Grebonos      | 09 ottobre 1987 (28 anni)  |       | Tulpar        |
| 6  | D    | Léo Jaraguá             | 21 maggio 1987 (29 anni)   |       | Sporting      |
| 7  | A    | Nikolay Pengrin         | 07 agosto 1984 (32 anni)   |       | Tulpar        |
| 8  | D    | Dinmukhambet Suleimenov | 25 agosto 1981 (35 anni)   |       | Qairat Almaty |
| 9  | A    | Aleksandr Dovgan        | 09 febbraio 1988 (28 anni) |       | Tulpar        |
| 10 | C    | Chingiz Yesenamanov     | 10 marzo 1989 (27 anni)    |       | Qairat Almaty |
| 11 | D    | Mikhail Pershin         | 19 ottobre 1989 (26 anni)  |       | Qairat Almaty |
| 12 | A    | Pavel Taku              | 30 agosto 1988 (28 anni)   |       | Tulpar        |
| 13 | D    | Ilya Mun                | 02 agosto 1993 (23 anni)   |       | Tulpar        |
| 14 | D    | Douglas Júnior          | 15 ottobre 1988 (27 anni)  |       | Qairat Almaty |

## Gruppo F

### Spagna
Allenatore:  Venancio López
| N. | Pos. | Giocatore             | Data nascita (età)         | Pres. | Squadra        |
| -- | ---- | --------------------- | -------------------------- | ----- | -------------- |
| 1  | P    | Paco Sedano           | 02 dicembre 1979 (36 anni) |       | Barcelona      |
| 2  | D    | Carlos Ortiz          | 03 ottobre 1983 (32 anni)  |       | Inter Movistar |
| 3  | D    | José Ruiz             | 06 giugno 1983 (33 anni)   |       | Acqua e Sapone |
| 4  | C    | Bebe                  | 28 maggio 1990 (26 anni)   |       | ElPozo Murcia  |
| 5  | D    | Jesús Aicardo         | 04 dicembre 1988 (27 anni) |       | Barcelona      |
| 6  | A    | Fernandão             | 16 agosto 1980 (36 anni)   |       | Kaos           |
| 7  | C    | Adrián Alonso Pereira | 26 giugno 1988 (28 anni)   |       | Inter Movistar |
| 8  | C    | Mario Rivillos        | 13 dicembre 1989 (26 anni) |       | Inter Movistar |
| 9  | C    | Sergio Lozano         | 09 novembre 1988 (27 anni) |       | Barcelona      |
| 10 | C    | Álex Yepes            | 12 marzo 1989 (27 anni)    |       | ElPozo Murcia  |
| 11 | C    | Miguelín              | 09 maggio 1985 (31 anni)   |       | ElPozo Murcia  |
| 12 | P    | Juanjo Angosto        | 19 agosto 1985 (31 anni)   |       | Barcelona      |
| 13 | P    | Jesús Herrero         | 04 novembre 1986 (29 anni) |       | Inter Movistar |
| 14 | C    | Raúl Campos           | 17 dicembre 1987 (28 anni) |       | ElPozo Murcia  |

### Iran
Allenatore:  Mohammad Nazemalsharieh
| N. | Pos. | Giocatore                | Data nascita (età)          | Pres. | Squadra               |
| -- | ---- | ------------------------ | --------------------------- | ----- | --------------------- |
| 1  | P    | Sepehr Mohammadi         | 08 agosto 1989 (27 anni)    |       | Giti Pasand Isfahan   |
| 2  | P    | Alireza Samimi           | 29 giugno 1987 (29 anni)    |       | Mes Sungun            |
| 3  | A    | Ahmad Esmaeilpour        | 08 settembre 1988 (28 anni) |       | Giti Pasand Isfahan   |
| 4  | D    | Mohammad Keshavarz       | 05 luglio 1982 (34 anni)    |       | Giti Pasand Isfahan   |
| 5  | D    | Hamid Ahmadi             | 24 novembre 1988 (27 anni)  |       | Dabiri Tabriz         |
| 6  | C    | Mohammad Reza Sangsefidi | 02 novembre 1989 (26 anni)  |       | Tasisat Daryaei       |
| 7  | C    | Ali Hassanzadeh          | 02 novembre 1987 (28 anni)  |       | Giti Pasand Isfahan   |
| 8  | C    | Ghodrat Bahadori         | 04 febbraio 1990 (26 anni)  |       | Farsh Ara Mashhad     |
| 9  | D    | Afshin Kazemi            | 23 novembre 1986 (29 anni)  |       | Giti Pasand Isfahan   |
| 10 | C    | Mohammad Taheri          | 02 maggio 1985 (31 anni)    |       | Shahrvand Sari        |
| 11 | C    | Mehran Alighadr          | 24 maggio 1989 (27 anni)    |       | Giti Pasand Isfahan   |
| 12 | A    | Hossein Tayebi           | 29 settembre 1988 (27 anni) |       | Tasisat Daryaei       |
| 13 | A    | Farhad Tavakoli          | 14 gennaio 1989 (27 anni)   |       | Sherkat Melli Haffari |
| 14 | A    | Mahdi Javid              | 03 maggio 1987 (29 anni)    |       | Giti Pasand Isfahan   |

### Marocco
Allenatore:  Hicham Dguig
| N. | Pos. | Giocatore          | Data nascita (età)         | Pres. | Squadra                |
| -- | ---- | ------------------ | -------------------------- | ----- | ---------------------- |
| 1  | P    | Rabie Zaari        | 26 luglio 1981 (35 anni)   |       | Raja Casablanca        |
| 2  | A    | Achraf Saoud       | 21 giugno 1990 (26 anni)   |       | Faucon Agadir          |
| 3  | D    | Mohamed Jouad      | 04 marzo 1993 (23 anni)    |       | Feth Settat            |
| 4  | C    | Khalid Kouri       | 20 novembre 1993 (22 anni) |       | La Ville Haute Kénitra |
| 5  | A    | Youssef El Mazray  | 01 luglio 1987 (29 anni)   |       | Feth Settat            |
| 6  | C    | Soufiane Borite    | 11 dicembre 1992 (23 anni) |       | La Ville Haute Kénitra |
| 7  | C    | Youness El Asas    | 11 marzo 1988 (28 anni)    |       | Ajax Kénitra           |
| 8  | A    | Adil Habil         | 27 maggio 1982 (34 anni)   |       | Raja Casablanca        |
| 9  | C    | Zakaria Kauiri     | 17 agosto 1987 (29 anni)   |       | Raja Casablanca        |
| 10 | A    | Soufiane El Mesrar | 05 giugno 1990 (26 anni)   |       | Dynamo Kénitra         |
| 11 | A    | Bilal Bakkali      | 24 febbraio 1993 (23 anni) |       | Dynamo Kénitra         |
| 12 | P    | Reda Khiyari       | 21 maggio 1991 (25 anni)   |       | Sebou                  |
| 13 | A    | Sulayman Amghar    | 27 novembre 1992 (23 anni) |       | Kaos                   |
| 14 | D    | Abdelatif Fati     | 25 dicembre 1990 (25 anni) |       | Feth Settat            |

### Azerbaigian
Allenatore:  Miltinho
| N. | Pos. | Giocatore         | Data nascita (età)          | Pres. | Squadra       |
| -- | ---- | ----------------- | --------------------------- | ----- | ------------- |
| 1  | P    | Emin Kurdov       | 10 luglio 1984 (32 anni)    |       | EKOL Baku     |
| 2  | P    | Elnur Zamanov     | 17 maggio 1981 (35 anni)    |       | Neftchi Baku  |
| 3  | A    | Bolinha           | 19 febbraio 1987 (29 anni)  |       | Araz Naxçivan |
| 4  | A    | Isa Atayev        | 07 agosto 1989 (27 anni)    |       | Araz Naxçivan |
| 5  | A    | Fineo Araújo      | 10 aprile 1987 (29 anni)    |       | Araz Naxçivan |
| 6  | A    | Eduardo Borges    | 14 ottobre 1986 (29 anni)   |       | Araz Naxçivan |
| 7  | A    | Ramiz Çovdarov    | 28 luglio 1990 (26 anni)    |       | Araz Naxçivan |
| 8  | D    | Rizvan Fərzəliyev | 01 settembre 1979 (37 anni) |       | Araz Naxçivan |
| 9  | A    | Fábio Poletto     | 13 febbraio 1989 (27 anni)  |       | Araz Naxçivan |
| 10 | D    | Vassoura          | 26 aprile 1985 (31 anni)    |       | Araz Naxçivan |
| 11 | D    | Xətai Bağırov     | 15 agosto 1987 (29 anni)    |       | Araz Naxçivan |
| 12 | P    | Rövşən Hüseynli   | 03 aprile 1991 (25 anni)    |       | Araz Naxçivan |
| 13 | D    | Éverton Cardoso   | 04 dicembre 1987 (28 anni)  |       | Araz Naxçivan |
| 14 | A    | Vitali Borisov    | 05 luglio 1982 (34 anni)    |       | Ekonomac      |